# Comophorinini
Comophorinini is een tribus uit de familie van bladsprietkevers (Scarabaeidae). 

## Taxonomie
De volgende geslachten en soorten zijn bij de tribus ingedeeld:
- Geslacht Comophorina Strand, 1928
  - Comophorina testaceipennis (Blanchard, 1850)
    - = Comophorus testaceipennis Blanchard, 1851